# Geudong Tampu
Geudong Tampu is een bestuurslaag in het regentschap Bireuen van de provincie Atjeh, Indonesië. Geudong Tampu telt 415 inwoners (volkstelling 2010).